# Diocesi di Tigisi di Mauritania
La diocesi di Tigisi di Mauritania (in latino: Dioecesis Tigisitana in Mauretania) è una sede soppressa e sede titolare della Chiesa cattolica.

## Storia
Tigisi di Mauritania, collocata tra Dellys e Taourga nella provincia di Boumerdès nell'odierna Algeria, è un'antica sede episcopale della provincia romana della Mauritania Cesariense.
Sono tre i vescovi conosciuti di questa diocesi africana. Alla conferenza di Cartagine del 411, che vide riuniti assieme i vescovi cattolici e donatisti dell'Africa romana, presero parte il cattolico Solemnio e il donatista Pascasio.
Terzo vescovo noto è Passitano, il cui nome appare al 27º posto nella lista dei vescovi della Mauritania Cesariense convocati a Cartagine dal re vandalo Unerico nel 484; Passitano, come tutti gli altri vescovi cattolici africani, fu condannato all'esilio.
Dal 1933 Tigisi di Mauritania è annoverata tra le sedi vescovili titolari della Chiesa cattolica; dall'11 febbraio 2006 il vescovo titolare è Tadeusz Bronakowski, vescovo ausiliare di Łomża.

## Cronotassi

### Vescovi residenti
- Solemnio † (menzionato nel 411)
  - Pascasio † (menzionato nel 411) (vescovo donatista)
- Passitano † (menzionato nel 484)

### Vescovi titolari
- Vicente Rodrigo Cisneros Durán † (1º dicembre 1967 - 4 luglio 1969 nominato vescovo di Ambato)
- Herbé Seijas † (2 luglio 1975 - 15 ottobre 1975 nominato vescovo di San José de Mayo)
- Alejandro Mestre Descals, S.I. † (6 marzo 1976 - 26 giugno 1988 deceduto)
- Martino Canessa (20 giugno 1989 - 2 febbraio 1996 nominato vescovo di Tortona)
- Thomas Koorilos Chakkalapadickal (9 maggio 1997 - 15 gennaio 2003 nominato vescovo di Muvattupuzha)
- Tadeusz Bronakowski, dall'11 febbraio 2006